# Henriette-Catherine-Agnès d'Anhalt-Dessau
Henriette Catherine Agnès d'Anhalt-Dessau (5 juin 1744 à Dessau; 15 décembre 1799 à Dessau) est une princesse d'Anhalt-Dessau par la naissance, doyenne de l'abbaye de Herford et par mariage baronne de Loën.

## Biographie
Agnès, également appelé Agnese, est une fille du prince Léopold II d'Anhalt-Dessau (1700-1751) de son mariage avec Gisèle-Agnès d'Anhalt-Köthen (1722-1751), fille du prince Léopold d'Anhalt-Köthen. À l'âge de six mois, elle est faite chanoinesse de l'abbaye de Herford. Elle développe des relations particulièrement étroites avec ses sœurs Marie-Léopoldine d'Anhalt-Dessau et Casimire d'Anhalt-Dessau. Elle les suit à Detmold, quand elles se marient. Comme la sœur aînée, Agnès assume les fonctions de représentation à la cour, à Dessau, jusqu'à ce que son frère Léopold III d'Anhalt-Dessau se marie. Elle retourne ensuite à Detmold. Après la mort de ses deux sœurs, elle déménage à l'abbaye d'Herford en 1769, où elle devient la doyenne.
Elle épouse le 26 octobre 1779 à Rheda-Wiedenbrück le baron Jean Jost de Loën, seigneur de Cappeln et Tecklembourg (1737-1803), fils de Jean-Michel de Loën. La mère de Jean Jost est la cousine de Catharina Elisabeth Goethe, la mère de Johann Wolfgang von Goethe. À partir de 1795, Agnès et Jean Jost vivent à Dessau et prennent un vif intérêt à la vie sociale de la ville. Ils sont en contact étroit avec les parents de Goethe. Après une visite, elle écrit en 1796:  À Dessau, la mémoire des premiers temps nous a enchanté: la famille Loën s'est avéré être à l'aise, la confiance des parents et nous avons pu nous remémorer nos premiers jours et des heures ensemble à Francfort.
Frédéric, le fils d'Agnès, devient plus tard maréchal de la Cour, à Dessau, sa fille Agnès est l'épouse du comte Henri Ernest Léopold de Seherr-Thoß.